# نموذج اتصال
نموذج الاتصال في الانجليزية(Connection Form) في الرياضيات وبالتحديد في مجال الهندسة التفاضلية، يُعتبر مفهوم "نموذج الاتصال" أداة مهمة لفهم كيفية ربط المعلومات على الفضاءات المنحنية. يُستخدم هذا المفهوم لوصف كيفية نقل المعلومات بين النقاط في الفضاء، مما يساعد في دراسة الخصائص الهندسية لهذه الفضاءات.

رياضيات

## تعريف نموذج الاتصال
نموذج الاتصال هو طريقة لتنظيم بيانات الاتصال (connection) باستخدام لغة الإطارات المتحركة (moving frames) والأشكال التفاضلية (differential forms). يُستخدم هذا المفهوم لوصف كيفية "ربط" أو "توصيل" المعلومات على الأسطح أو الفضاءات المنحنية.

## الاتصال
في الهندسة التفاضلية، يُعرف الاتصال بأنه طريقة لتحديد كيفية مقارنة المتجهات في نقاط مختلفة من الفضاء. يُستخدم الاتصال لتحديد كيفية "تدوير" المتجهات أو "نقلها" من نقطة إلى أخرى. يُعتبر الاتصال أداة أساسية لدراسة الهندسة التفاضلية، حيث يُستخدم في تحليل المنحنيات والأسطح.

## الشكل التفاضلي
الشكل التفاضلي بالانجليزية(Differential Form) هو كائن رياضي يُستخدم لوصف الكميات المتغيرة في الفضاء. يُستخدم الشكل التفاضلي في حساب التفاضل والتكامل، ويعتبر أداة قوية في دراسة الهندسة التفاضلية. يمكن استخدام الأشكال التفاضلية لوصف الخصائص الهندسية للفضاءات، مثل المساحات والحجوم.

## كيفية عمل نموذج الاتصال
تُستخدم نموذج الاتصال لتنظيم البيانات المتعلقة بالاتصال من خلال الإطارات المتحركة. يتم ذلك عن طريق تحديد مجموعة من الإطارات المتحركة في الفضاء، والتي تُستخدم لوصف كيفية نقل المتجهات بين النقاط. يتم تمثيل نموذج الاتصال عادةً باستخدام الأشكال التفاضلية، مما يسمح بتحليل الخصائص الهندسية للفضاء.
مثال
لنفترض أن لدينا سطحًا منحنيًا في الفضاء. يمكننا استخدام نموذج الاتصال لوصف كيفية نقل المتجهات على هذا السطح. من خلال تحديد الإطارات المتحركة، يمكننا دراسة كيفية تغير المتجهات عندما نتحرك على السطح، مما يساعد في فهم الخصائص الهندسية لهذا السطح.

## أهمية نموذج الاتصال
تحليل الفضاءات المنحنية: يُعتبر نموذج الاتصال أداة قوية لفهم كيفية ربط المعلومات على الفضاءات المنحنية.
تطبيقات في الفيزياء: يُستخدم نموذج الاتصال في مجالات مثل نظرية النسبية، حيث يُساعد في فهم كيفية تأثير الجاذبية على الفضاء والزمن.
تطوير نظريات جديدة: يُستخدم نموذج الاتصال في تطوير نظريات جديدة في الهندسة التفاضلية، مما يعزز الفهم الرياضي للفضاءات.